# Delayed Open Access
Delayed Open Access (englisch für verzögerter offener Zugang) bezeichnet eine Open-Access-Form, bei der die wissenschaftlichen Publikationen nach einer Wartezeit (Embargofrist) frei zugänglich werden. Bei vielen Delayed-Access-Zeitschriften dauert diese zwölf Monate.